# Chrysoecia requies
Chrysoecia requies är en fjärilsart som beskrevs av Dyar 1909. Chrysoecia requies ingår i släktet Chrysoecia och familjen nattflyn. Inga underarter finns listade i Catalogue of Life.